# Carl Hennerberg
Carl Fredrik Hennerberg, född den 24 januari 1871 i Älgarås församling, död den 17 september 1932 i Hovförsamlingen, Stockholm
, var en svensk musikforskare, bibliotekarie och organist.
Hennerberg avlade folkskollärarexamen 1893 samt organist-, kyrkosångar- och musiklärarexamen 1901. Han bedrev studier i kontrapunkt för Joseph Dente och Ernst Ellberg, var lärare vid Stockholms folkskolor 1903–1908 och vid konservatoriet 1904–1928 (i elementarsång, harmonilära och pianospel), blev 1908 Kungliga Musikaliska Akademiens bibliotekarie och 1909 därutöver organist i Hovförsamlingen. Hennerberg, som var en av Sveriges främsta orgelkännare, gjorde flera undersökningar rörande svenska medeltidsorglar och utgav bland annat Orgelns byggnad och vård (1912, 2:a upplagan 1928) och Kunglig hovmusikus Anders Wesström (i Svensk tidskrift för musikforskning, 1929–1930).